# Ejército de Liberación Popular Saharaui
El Ejército de Liberación Popular Saharaui es el ejército nacional de la autodenominada República Árabe Saharaui Democrática. 

## Historia
Fue establecido el 10 de mayo de 1973, como la rama militar del Frente Polisario. Aunque el movimiento de liberación popular Frente Polisario también cuenta con una guerrilla personal, el Ejército de Liberación Popular Saharaui funciona como las fuerzas armadas de iure de la República Árabe Saharaui Democrática y por tal su obediencia la debe al presidente de la República y no a la guerrilla, aunque en la práctica casi siempre el cargo presidencial y el de líder de guerrilla lo suele llevar una misma persona. El ejército contó con el apoyo económico y militar del gobierno argelino de Houari Boumédiène y la dictadura libia de Muamar el Gadafi, en el contexto de la guerra Fría Árabe.
Tras la guerra del Sahara Occidental su área de operaciones se limita a los Territorios Liberados al este del muro fronterizo marroquí y al oeste y al norte de las fronteras con Argelia y Mauritania. Igualmente tiene acceso a los campos de refugiados saharauis de la provincia de Tinduf en Argelia.
En 2005 fue invitada a unirse a la Fuerza de Reserva Africana, integrada por las fuerzas armadas de los países miembros de la Unión Africana. Fue la primera relación de ámbito internacional directo después de la guerra por el truncado intento de independencia del Frente Polisario en el Sahara Occidental.

## Fuerzas Armadas Saharauis

### Ejército de Tierra
El ejército de tierra de la RASD tiene la misión de salvaguardar la soberanía de la RASD y proteger a la población civil de la Zona Libre.
- Regimiento de Infantería n° 1 Uali Mustafa Sayed, compuesto de 2 batallones:
- Batallón de Infantería acorazada Bir Lehlu (se estima que en torno a 1000 hombres, camiones de transporte de tropas de fabricación rusa, 70 tanques soviéticos T-54/T-55, 30 tanques del tipo T-62 Obr. 1972, 15 BMP-1 y varios cazacarros de fabricación austríaca SK-105)
- Batallón de Infantería Tifariti (se estima que en torno a 1000 hombres, camiones de transporte de tropas de fabricación rusa, 19 EE-9 Cascavel, 20 BMP-1 y Toyotas equipados con armamento)
- Regimiento de Infantería n° 2 Mahfoud Ali Beiba, compuesto de 2 batallones (se estima en torno a 2000 hombres):
- Batallón de Infantería Bir Tiguissit
- Batallón de Infantería Mahbes
- Regimiento de Artillería n°1 Mohammed Abdelaziz (se estima en torno a unos 2000 hombres)

## Equipamiento militar

### Armas de fuego
| Nombre           | Fotografía | País            | Tipo                               | Munición       | Fabricante              |
| Fusiles          | Fusiles    | Fusiles         | Fusiles                            | Fusiles        | Fusiles                 |
| ---------------- | ---------- | --------------- | ---------------------------------- | -------------- | ----------------------- |
| AK-47            |            | Unión Soviética | Fusil de asalto                    | 7,62 × 39 mm   | Corporación Kalashnikov |
| AKM              |            | Unión Soviética | Fusil de asalto                    | 7,62 × 39 mm   | Corporación Kalashnikov |
| Ametralladoras   |            |                 |                                    |                |                         |
| Ametralladora PK |            | Unión Soviética | Ametralladora de propósito general | 7,62 × 54 mm R | Planta Degtiariov       |
| DShK             |            | Unión Soviética | Ametralladora pesada               | 12,7 × 108 mm  | Planta de armas de Tula |

### Vehículos blindados de combate
| Nombre                             | Fotografía                    | País                          | Cantidad                      | Notas                                                                                                   |
| Carros de combate principales      | Carros de combate principales | Carros de combate principales | Carros de combate principales | Carros de combate principales                                                                           |
| ---------------------------------- | ----------------------------- | ----------------------------- | ----------------------------- | --- |
| T-54/T-55                          |                               | Unión Soviética               | ~70                           | (Recibidos de Libia).                                                                                   |
| T-62                               |                               | Unión Soviética               | ~30                           | (Recibidos de Libia).                                                                                   |
| Automóviles blindados              |                               |                               |                               | |
| EE-09 Cascavel                     |                               | Brasil                        | ~19                           | (Recibidos de Libia a principios de los 1980s).                                                         |
| BRDM-2                             |                               | Unión Soviética               | ~12                           | (Recibidos de Libia). Todos modificados como antitanques del tipo "Maliutka" con munición 9K11 Maliutka |
| Automóvil blindado "Eland"         |                               | Francia                       |                               | |
| Panhard AML                        |                               | Francia                       |                               | |
| Vehículos de combate de infantería |                               |                               |                               | |
| BMP-1                              |                               | Unión Soviética               | ~35                           | (Recibidos de Libia).                                                                                   |
| Ratel IFV                          |                               | Sudáfrica                     |                               | |
| Transporte blindado de personal    |                               |                               |                               | |
| BTR-60                             |                               | Unión Soviética               | ~25                           | (Recibidos de Libia).                                                                                   |
| Panhard M3                         |                               | Francia                       |                               | |
| Cazacarros                         |                               |                               |                               | |
| SK-105 Kürassier                   |                               | Austria                       | ~3                            | (Capturados a Marruecos).                                                                               |

### Artillería
| Nombre                                         | Fotografía           | País                 | Cantidad             | Notas                                                            |
| Artillería remolcada                           | Artillería remolcada | Artillería remolcada | Artillería remolcada | Artillería remolcada                                             |
| ---------------------------------------------- | -------------------- | -------------------- | -------------------- | ---------------------------------------------------------------- |
| Obús 2A18 (D-30) de 122 mm                     |                      | Unión Soviética      | desconocido          | (Recibidos de Libia).                                            |
| Artillería de cohetes y lanzacohetes múltiples |                      |                      |                      |                                                                  |
| Tipo 63 de 107mm                               |                      | China                | desconocido          | (Origen incierto, recibido probablemente de Argelia o de Libia). |
| BM-21 "Grad" de 122mm                          |                      | Unión Soviética      |                      | (Recibido de Libia).                                             |
| RM-70 de 122mm                                 |                      | República Checa      |                      | (Recibido de Libia a principios de los 1980s).                   |

### Armas antiaéreas
| Nombre                              | Fotografía           | País                 | Cantidad             | Notas                                                                                       |
| Artillería antiaérea                | Artillería antiaérea | Artillería antiaérea | Artillería antiaérea | Artillería antiaérea                                                                        |
| ----------------------------------- | -------------------- | -------------------- | -------------------- | ------------------------------------------------------------------------------------------- |
| ZPU-2 de 14.5mm                     |                      | Unión Soviética      | desconocido          | (Montados sobre todoterrenos Toyota) (Probablemente de las existencias de Argelia o Libia). |
| ZPU-4 de 14.5mm                     |                      | Unión Soviética      | desconocido          | (Montados sobre todoterrenos Toyota) (Probablemente de las existencias de Argelia o Libia). |
| ZU-23-2 de 23mm                     |                      | Unión Soviética      | desconocido          | (Montados sobre todoterrenos Toyota) (Probablemente de las existencias de Argelia o Libia). |
| Artillería antiaérea autopropulsada |                      |                      |                      |                                                                                             |
| ZSU-23-4 "Shilka" de 23mm           |                      | Unión Soviética      |                      | (Probablemente proporcionados por Libia).                                                   |
| MANPADS                             |                      |                      |                      |                                                                                             |
| 9K32 Strela-2 SA-7                  |                      | Unión Soviética      |                      | Fabricado por KBM.                                                                          |
| Sistemas de misiles tierra-aire     |                      |                      |                      |                                                                                             |
| 9K311/9M311 Strela SA-9             |                      | Unión Soviética      | ~3                   | (Recibidos de Libia a principios de los 1980s).                                             |
| 9K33 Osa SA-8                       |                      | Unión Soviética      | ~2                   | (Recibidos de Libia a principios de los 1980s).                                             |
| 2K12 Kub SA-6                       |                      | Unión Soviética      | ~2                   | (Recibidos de Libia a principios de los 1980s).                                             |

### Armas antitanque
| Nombre                          | Fotografía | País            | Cantidad    | Notas                                                                             |
| ATGMs                           | ATGMs      | ATGMs           | ATGMs       | ATGMs                                                                             |
| ------------------------------- | ---------- | --------------- | ----------- | --------------------------------------------------------------------------------- |
| 9M14 Malyutka                   |            | Unión Soviética | desconocido | (Origen incierto, probablemente Argelia o Libia).                                 |
| 9K111 Fagot                     |            | Unión Soviética | desconocido | (Origen incierto, probablemente Argelia o Libia) (Documentados en algunos casos). |
| Granadas propulsadas por cohete |            |                 |             |                                                                                   |
| RPG-7                           |            | Unión Soviética |             | Fabricado por Bazalt.                                                             |

## Galería

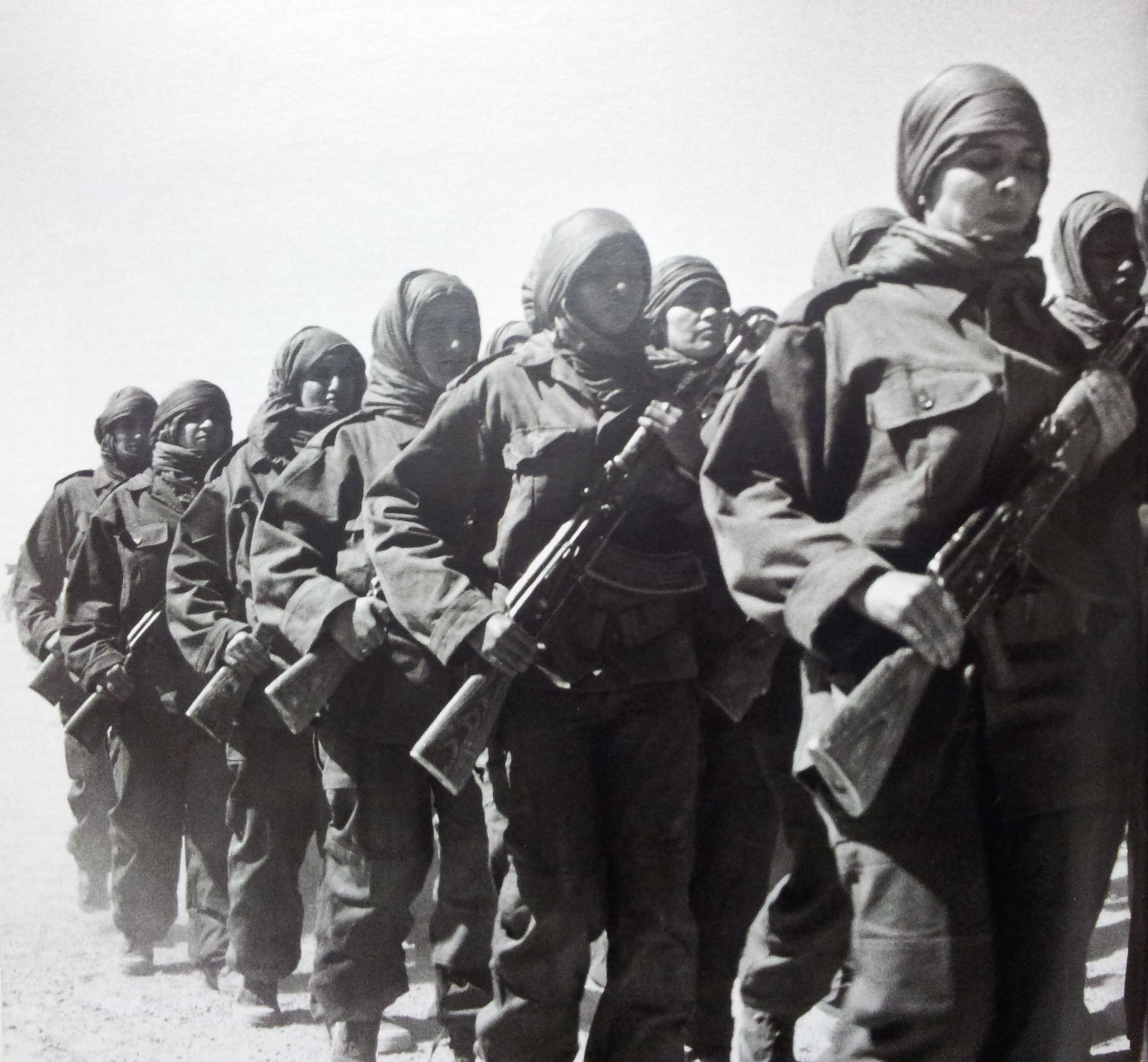
Mujeres soldados en 1980.
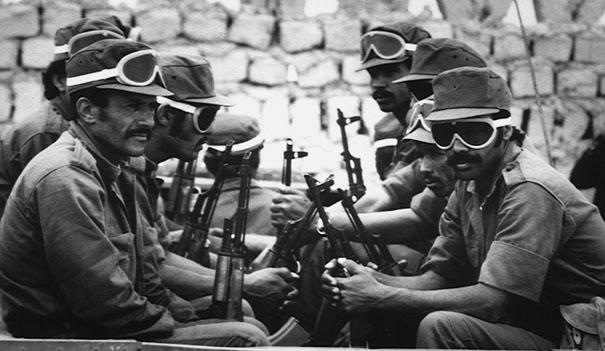
Soldados hombres en 1985.
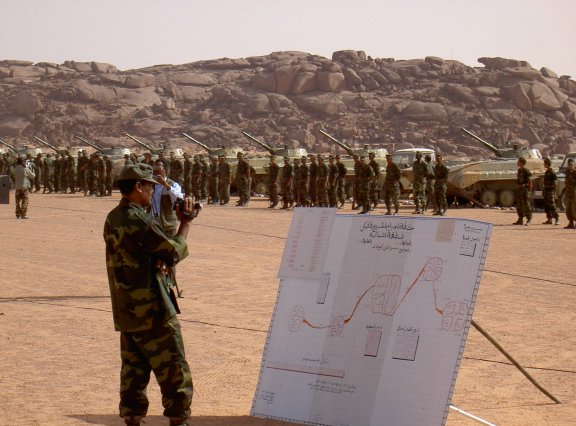
Batallón del ejército en los  Territorios Liberados, 2005.
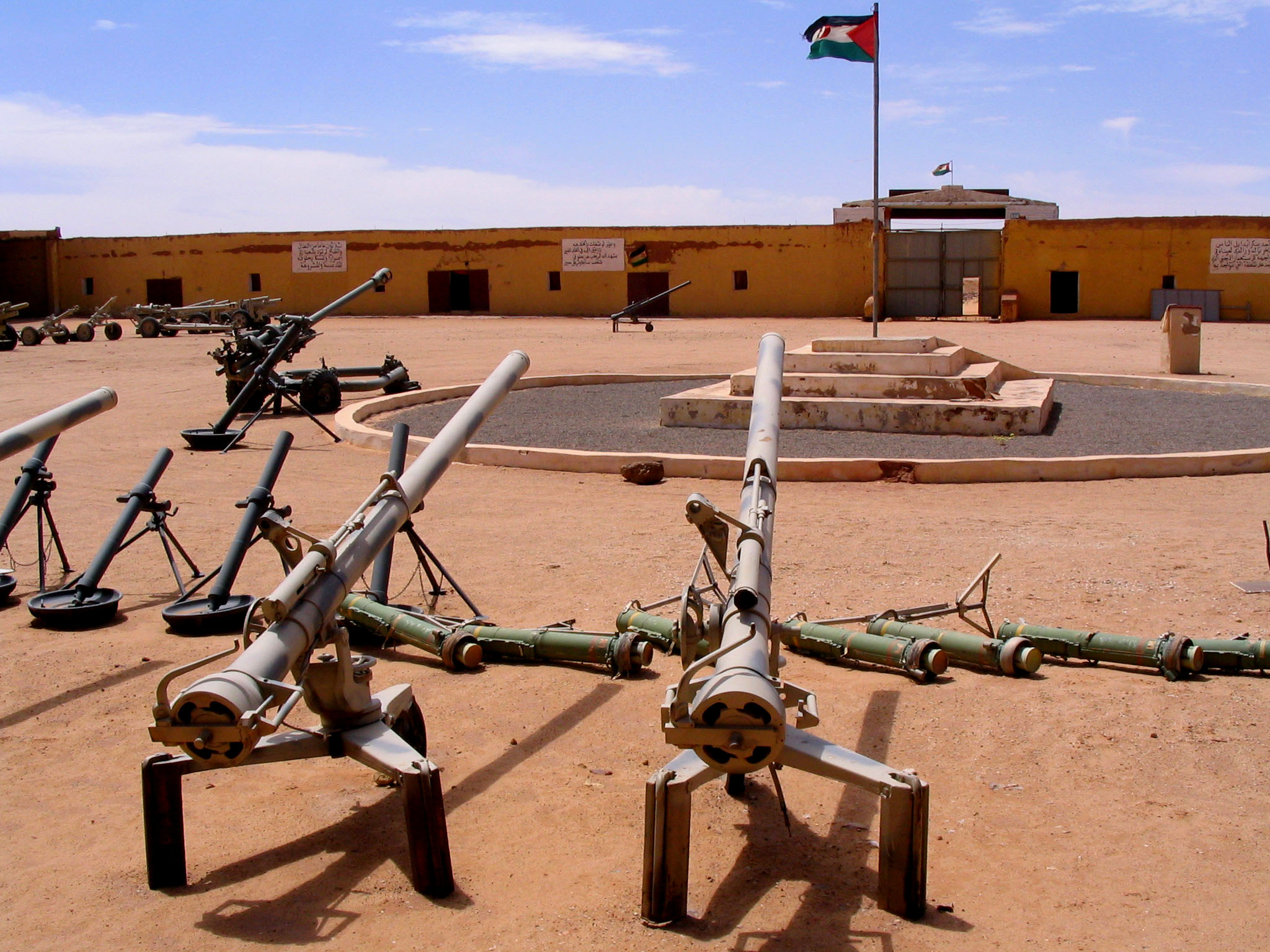
Armas del ejército estacionadas en el Museo del Ejército de Liberación Popular.